# Focusrite
Focusrite – angielska grupa produktów audio z siedzibą w High Wycombe w Anglii (dawniej: Focusrite Audio Engineering Ltd.). Grupa Focusrite działa pod ośmioma markami: Focusrite, Focusrite Pro, Martin Audio, ADAM Audio, Novation, Ampify Music, Optimal Audio i Sequential. Została założona w 1985 roku przez Ruperta Neve.

## Asortyment

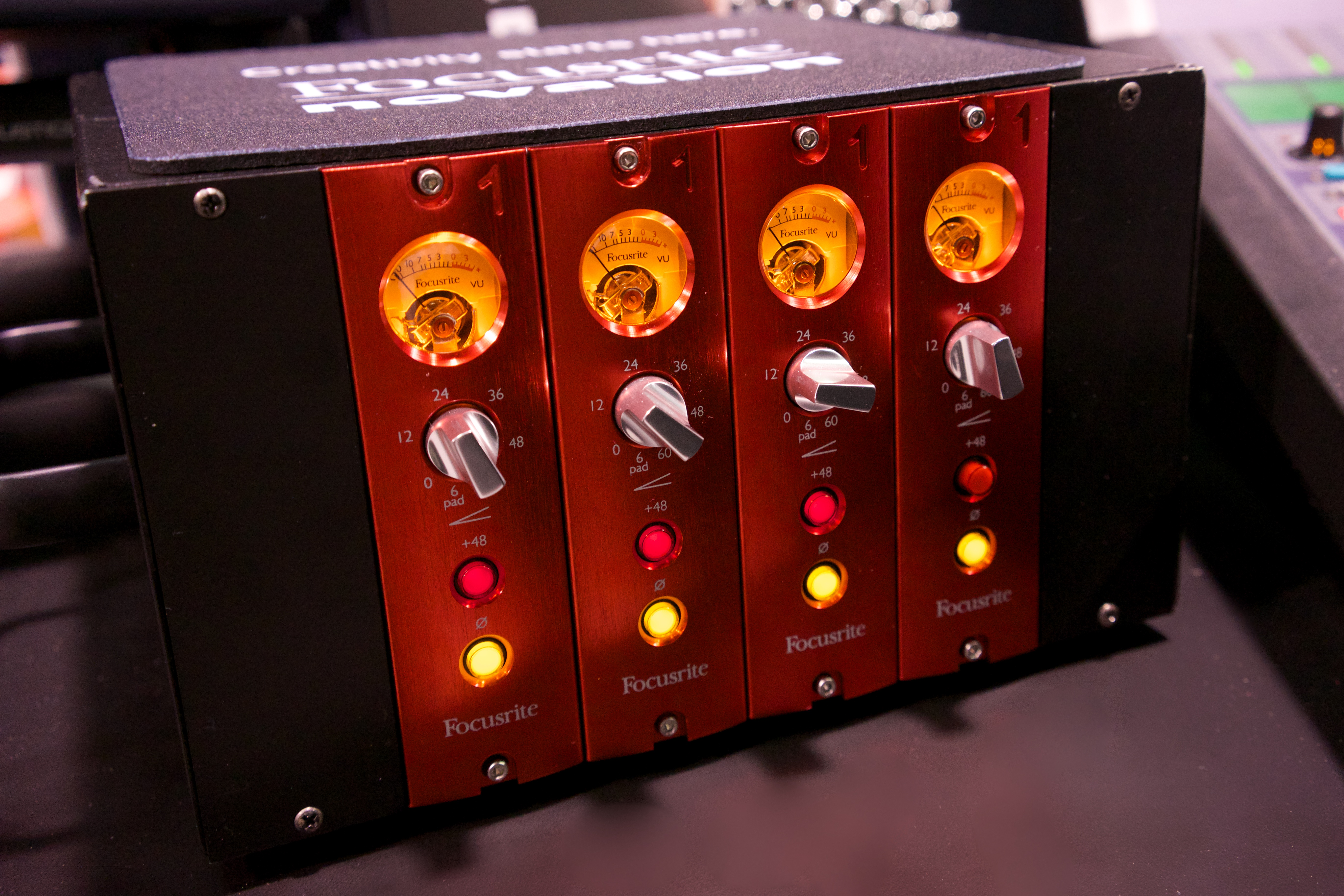
Wzmacniacz mikrofonowy Focusrite Red 1 500 Series Mic Pre

Focusrite projektuje i sprzedaje interfejsy audio, przedwzmacniacze mikrofonowe, analogowe korektory i listwy kanałowe oraz oprogramowanie do cyfrowych stacji roboczych dla profesjonalnych i domowych studiów.